# Anti-Alkohol-Kampagne in der Sowjetunion 1985–1991

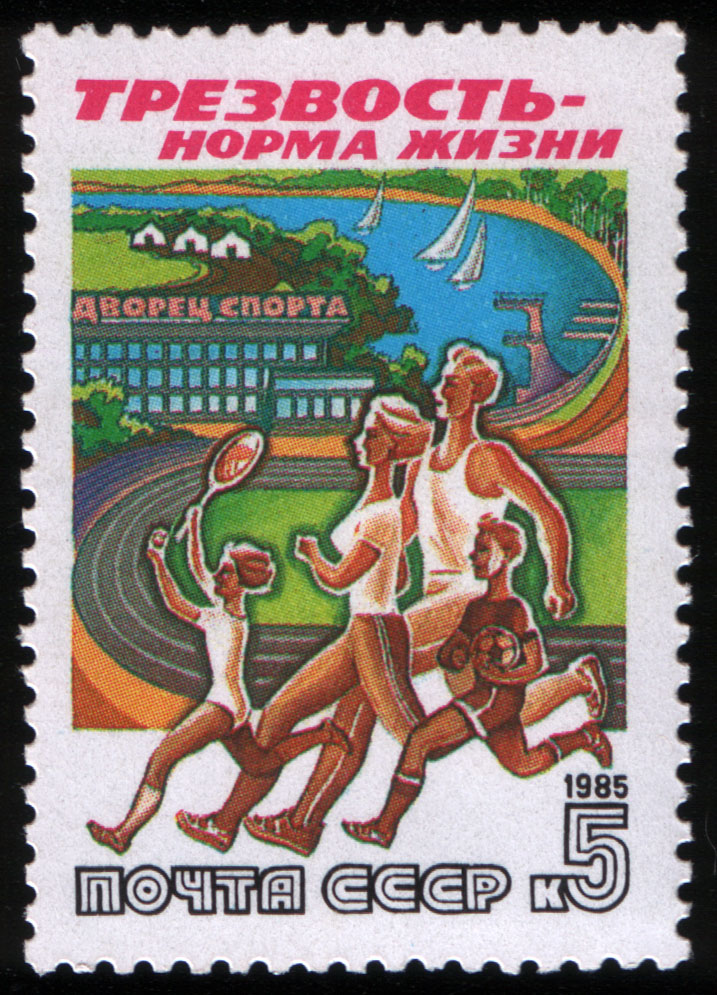
Sowjetische Briefmarke aus dem Jahr 1985 mit dem Slogan Трезвость – норма жизни (Treswost – norma schisni, „Nüchternheit ist die Norm des Lebens“)

Die Anti-Alkohol-Kampagne in der Sowjetunion 1985–1991 war ein Politikansatz des damaligen Generalsekretärs der KPdSU Michail Gorbatschow, den Alkoholkonsum im Land durch politische Maßnahmen einzuschränken und dadurch die wirtschaftlichen und sozialen Folgen des Alkoholismus zu verringern.

## Hintergrund
In der sowjetischen bzw. russischen Gesellschaft hatte der Wodka traditionell einen hohen Stellenwert und war als relativ einfach verfügbares und leistbares Rauschmittel besonders in der Arbeiterschaft sehr beliebt. Damit einhergehend sank die Lebenserwartung für Männer in der Sowjetunion seit den 1960er Jahren merklich; Mitte der 1980er Jahre betrug die Lebenserwartung eines Mannes nur etwa 63 Jahre – zwölf Jahre weniger als in den Vereinigten Staaten zur gleichen Zeit. Schätzungen zufolge verursachte der Alkoholismus unter Arbeitern der Kolchosen einen Ernteausfall von fast einem Drittel. Zu Beginn der Siebzigerjahre gab es in der Sowjetunion etwa acht Millionen Alkoholiker; zehn Jahre später lag diese Zahl bereits bei rund 20 Millionen, wobei die stärksten Zuwächse vor allem bei Frauen und Minderjährigen zu verzeichnen waren. Bereits Gorbatschows Vorgänger als Generalsekretär Juri Andropow hatte durch verstärkte Überwachung der Fabriken durch Polizei und Geheimdienst versucht, die negativen Auswirkungen des Alkohols auf Arbeitsmoral und Produktivität zu vermindern und forderte seine Landsleute auf, Wodka durch Bier oder Wein zu ersetzen. Gorbatschow verwies vor allem auf die hohe Zahl an Arbeitsunfällen nach Zahltagen, als er den Alkohol als „schlimmsten Feind des Landes“ bezeichnete.

## Kampagne
Am 5. Mai 1985 veröffentlichten sämtliche sowjetischen Zeitungen den Beschluss des Zentralkomitees der KPdSU Über die Maßnahmen zur Überwindung der Trunksucht und des Alkoholismus. Ab dem 1. Juni war der Verkauf alkoholischer Getränke nur noch zwischen 11 und 19 Uhr gestattet, und es wurden Höchstverkaufsmengen pro Person festgelegt. Zudem wurden fast zwei Drittel aller Verkaufsstellen geschlossen; in Moskau wurde, wer von der Polizei betrunken aufgegriffen wurde, mit einer Geldstrafe von einem halben Monatslohn oder bis zu 15 Tagen Haft bestraft. Eine große Zahl an Destillerien und Brauereien wurde geschlossen; in den Sowjetrepubliken Moldau und Ukraine wurden über 140.000 Hektar Weinanbaufläche vernichtet. Im kulturellen Bereich wurde durch Plakat- und Fernsehwerbung versucht, auf die Menschen einzuwirken; zudem wurden Filme und Fotos, die Alkohol positiv darstellten, zensiert und retuschiert. Höheren Parteifunktionären und leitenden Angestellten in Industriebetrieben wurde die Entlassung und der Ausschluss aus der Partei angedroht; das gesetzliche Mindestalter für Alkoholkonsum erhöhte man von 18 auf 21 Jahre.

## Auswirkungen, Scheitern und politische Folgen
Die Maßnahmen erwiesen sich als äußerst unpopulär, obwohl sie gesundheitspolitisch sehr erfolgreich waren: Alkoholbedingte, akute Sterbefälle in Russland gingen um rund zwei Drittel zurück und die allgemeine Lebenserwartung der Russen erhöhte sich binnen kürzester Zeit um rund zwei Jahre.
Allerdings erhöhte sich die Produktivität nicht, da viele Arbeiter ihren Arbeitsplatz verließen, um vor den wenigen noch geöffneten Geschäften Schlange zu stehen, und es bildete sich ein reger Schwarzmarkt, auf dem sowohl kriminelle Banden als auch Durchschnittsbürger selbstgebrannten Schnaps (Samogon) produzierten und verkauften, der oft von zweifelhafter Qualität und daher gesundheitsschädlich war. Ein Anzeichen für den Anstieg an Eigenproduktion war etwa, dass es zu Hamsterkäufen von Zucker kam. Auch Zahnpasta wurde knapp, da sie ein geeignetes Mittel war, um die Alkoholfahne zu überdecken.
Eine verheerende Folge für den sowjetischen Staat waren auch die Ausfälle von Steuereinnahmen, die mit insgesamt zehn Milliarden Rubel pro Jahr quantifiziert wurden. Auch nach Beendigung der Kampagne im Oktober 1988 stiegen die Einnahmen nur langsam, da das Staatsmonopol auf Branntweinherstellung de facto nicht mehr bestand. Hinzu kam der Popularitätsverlust für Gorbatschow: Er wurde von der Bevölkerung als „Genosse Orangensaft“ und „Mineralsekretär“ (statt Generalsekretär) verspottet; dieses negative Image schädigte ihn in den Wendejahren 1991/92 im Machtkampf mit dem alkohol-affinen Boris Jelzin.
Nach Ende der Anti-Alkohol-Kampagne sank die Lebenserwartung der Russen wieder rapide – sogar unter das Niveau von vor der Kampagne.